# آلکسی تیتارنکو
آلکسی تیتارنکو (روسی: Алексей Викторович Титаренко؛ زادهٔ ۲۵ نوامبر ۱۹۶۲) عکاس اهل اتحاد جماهیر شوروی سوسیالیستی است.

## زندگی‌نامه
الکسی تیتارنکو عکاس نام آشنای روس در سال ۱۹۶۲ در سن پترزبورگ به دنیا آمد. او که هم‌اکنون در نیویورک زندگی می‌کند علاقه خاصی به عکاسی از شهرها دارد.
شهر سن پترزبورگ از دید او به شهری از اشباح می‌ماند که این تفکر در عکاسی اش رسوخ کرده‌است.